# Штангенциркуль

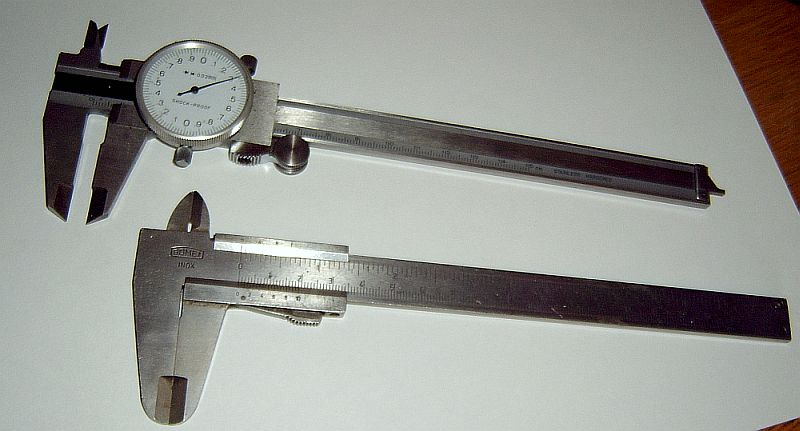
Штангенциркулі

Штангенци́ркуль (від нім. Stangenzirkel у сучасній німецькій — нім. Messschieber) — універсальний штангенінструмент, призначений для вимірювань з високою точністю зовнішніх і внутрішніх розмірів предметів, а також глибин отворів. Штангенциркуль — найпопулярніший інструмент вимірювання у всьому світі. Завдяки простоті конструкції та зручності в роботі, він — найулюбленіший в прецизійному вимірюванні.

## Історія
Дерев'яні штангенциркулі використовувалися вже на початку XVII століття. Перші справжні штангенциркулі з ноніусом з'явилися тільки в кінці XVIII століття в Лондоні.

## Складові інструмента та порядок вимірювання
На прикладі штангенциркуля ШЦ-I:
1. штанга
2. рухома рамка
3. шкала штанги
4. губки для внутрішніх вимірювань
5. губки для зовнішніх вимірювань
6. лінійка глибиноміра
7. ноніус
8. гвинт для фіксації рамки

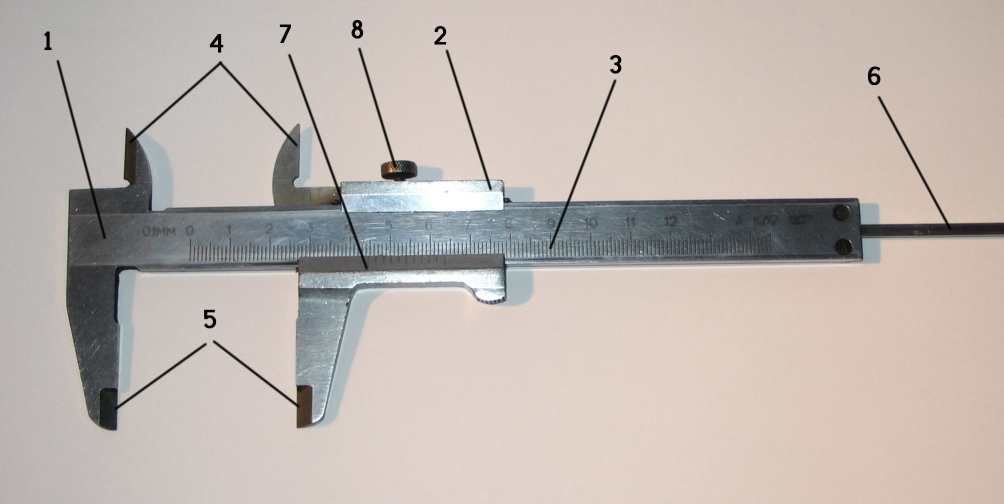
Штангенциркуль ШЦ-I

Порядок відліку вимірів штангенциркуля зі шкал штанги і ноніуса:
- зчитують число цілих міліметрів, для цього знаходять на шкалі штанги штрих, найближчий зліва до нульового штриха ноніуса, і запам'ятовують його числове значення;
- зчитують частки міліметра, для цього на шкалі ноніуса знаходять штрих, що найближчий до нульової поділки і збігається з штрихом шкали штанги, і множать його порядковий номер на ціну поділки(0,1 мм) ноніуса;
- вираховують повну величину показів штангенциркуля, для чого до числа цілих міліметрів додають відлічені частки міліметра.

## Види штангенциркулів
Штангенциркулі згідно з ДСТУ ГОСТ 166:2009
- ШЦ-1 — штангенциркуль з двостороннім розташуванням губок для вимірювання зовнішніх і внутрішніх розмірів і з лінійкою для вимірювання глибин.
- ШЦ-IC — (штангенциркуль із стрілочним відліком) для відліку вимірів замість ноніуса має відлікову стрілочну головку. У виїмці штанги розміщена рейка, з якою зчеплена шестерня головки, тому результати вимірювання штангенциркулем, що відповідають положенню губок, зчитують на круговій шкалі головки за розташуванням стрілки. Це значно простіше, швидше і менш обтяжливо для виконавця, ніж зчитування відліку по ноніусу.
- ШЦТ-I — з одностороннім розташуванням губок, виготовлених з твердого сплаву для вимірювання зовнішніх розмірів і глибин в умовах підвищеного абразивного зношування.
- ШЦ-II — з двостороннім розташуванням губок для вимірювання зовнішніх і внутрішніх розмірів і для розмітки. Для полегшення останньої оснащений рамкою мікрометричної подачі.
- ШЦ-III — з одностороннім розташуванням губок для вимірювання зовнішніх і внутрішніх розмірів.
- Штангенциркулі комп'ютеризовані — головна перевага мікронного комп'ютеризованого штангенциркуля полягає в використанні комп'ютеризованої вимірювальної системи з внутрішньою пам'яттю, функціями ПР/НЕ з кольоровою індикацією, МАКС/МІН, функціями Формули, ручною компенсацією температури та математичною компенсацією похибки, таймером, вибором дискретності штангенциркуля, передачею даних через бездротову мережу та USB  на зовнішні пристрої. Комп'ютеризовані штангенциркулі мають дискретність 1 мікрон та більш високу точність, ніж цифрова та аналогові штангенциркулі. Можуть бути оснащені модулем контролю вимірювального зусилля. Кольоровий дисплей і сенсорний екран забезпечують покращену ергономіку комп'ютерного штангенциркуля. Комп'ютеризований штангенциркуль, розроблений і запатентований харківським МІКРОТЕХ (Пат. US10184772)Комп'ютеризований штангенциркуль

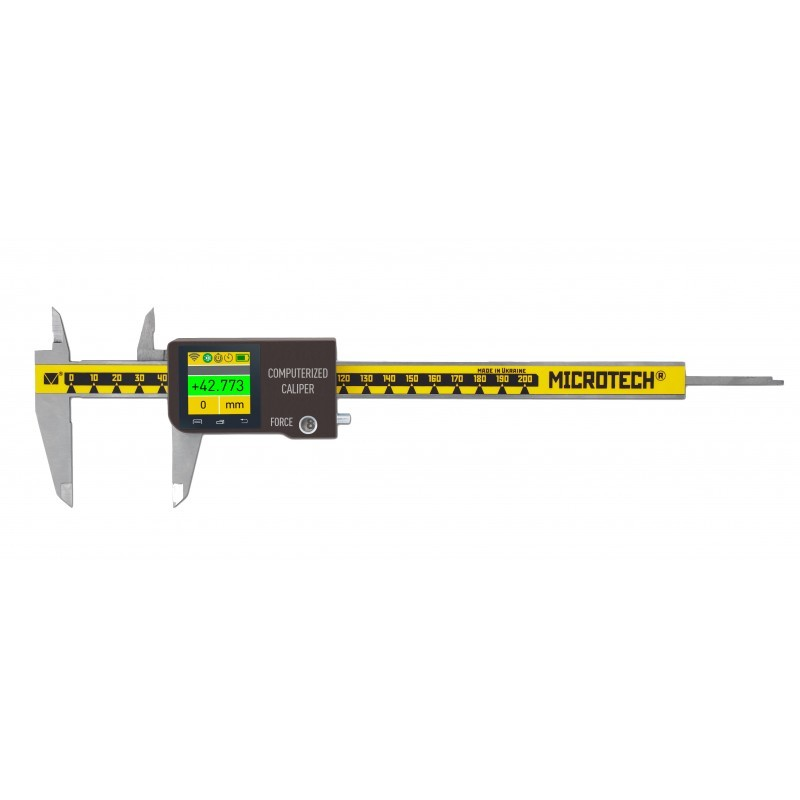
Комп'ютеризований штангенциркуль

## Зняття вимірів

Вимірювання штангенциркулем

За способом зняття показів вимірювання, штангенциркулі поділяються на:
- ноніусні,
- циферблатні — обладнані циферблатом для зручності і швидкості зняття показів,
- цифрові — з цифровою індикацією для безпомилкового прочитування.

## Догляд
В процесі роботи і після її закінчення необхідно протирати штангенциркуль ганчіркою, змоченою у водно-лужному розчині змащувально-охолоджуючої рідини, потім досуха — чистою серветкою. Після закінчення роботи покрити поверхні штангенциркуля тонким шаром будь-якого технічного мастила типу ГОСТ 20799-88 і покласти у чохол. Не допускати в процесі експлуатації грубих ударів або падіння, щоб уникнути деформації штанги і інших пошкоджень, подряпин на вимірювальних поверхнях, тертя вимірювальних поверхонь об контрольовану деталь.

## Цікавий факт
В сучасній німецькій мові слово «штангенциркуль» використовується для позначення креслярського інструмента штанговий циркуль. Німецькою штангенциркуль називається Messschieber («розсувний вимірник») або Schieb(e)lehre, Schublehre («розсувний шаблон» або «розсувний калібр»).